# Edzard Jacob van Holthe
Edzard Jacob van Holthe (L'Aia, 29 gennaio 1896 – Hilversum, 17 luglio 1967) è stato un ammiraglio olandese, che durante la seconda guerra mondiale fu comandante dell'incrociatore leggero Jacob van Heemskerck, e decorato con la Bronze Kruis per le sue azioni.

## Biografia

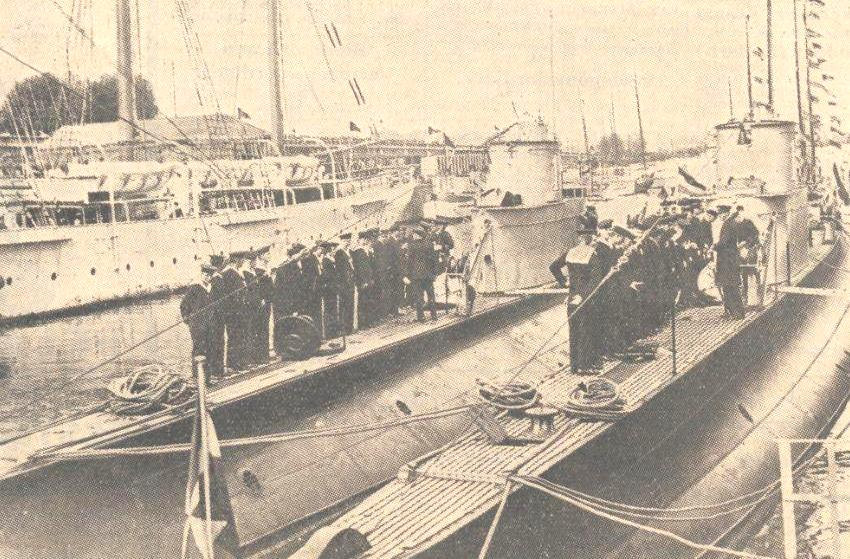
I sommergibili al comando di van Holthe ancorati a Bruxelles.

Edzard Jacob van Holthe nacque a L'Aia il 29 gennaio 1896, e fu ammesso a frequentare come guardiamarina il Koninklijk Instituut voor de Marine di Willemsoord nell'agosto 1913.
Il 9 ottobre 1916 fu promosso luitenant-ter-zee der derde klasse e assegnato a prestare servizio nella marina delle Indie orientali olandesi, venendo promosso Luitenant-ter-zee tweede klasse il 9 ottobre 1918, rientrando in Olanda nel febbraio 1920.
A partire dal 30 maggio 1921 fu assegnato a prestare servizio sui sommergibili presso la base di Vlissingen, preso Willemsoord nel novembre 1922 si imbarcò sul K II come primo ufficiale. Il comandante di questo vascello, che navigò nei mari delle Indie Orientali, era il luitenant-ter-zee eerste klasse LACM Doorman.
Nel maggio 1923 fu sbarcato dal K II prestando servizio per qualche tempo a terra prima di rientrare in Olanda nell'ottobre 1925. Promosso luitenant-ter-zee eerste klasse il 5 ottobre 1927, fu nuovamente assegnato a prestare servizio nelle Indie Orientali nel corso del 1929, imbarcandosi ad Amsterdam il 19 novembre dello stesso anno a bordo della nave a vapore  PC Hooft.
Una volta arrivato assunse il comando del sommergibile K VII per passare nel maggio 1930 al comando del K II che faceva parte della flottiglia sommergibili di stanza a Banjoewangi.
Nell'ottobre dello stesso anno passò al comando del sommergibile K IX, rientrando in Olanda nel gennaio 1934..
A partire dal 21 maggio dello stesso anno rientrò in servizio a Willemsoord e tra il 16 e il 22 maggio 1935 portò il gruppo sommergibili al suo comando, composto da O XV  e O XIII  in visita ufficiale a Bruxelles (Belgio).
Sia lui che il comandante del sommergibile O XIII, luitenant-ter-zee J. Beckering Vickers, furono decorati con la Croce militare del Belgio.

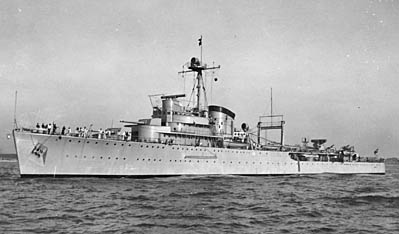
L'incrociatore leggero Tromp.

Nel giugno 1936 fu nominato Aiutante di campo della regina Guglielmina, e nel luglio 1937 fu insignito della Medaglia per aver partecipato alla cerimonia per l'incoronazione di re Giorgio VI della Gran Bretagna,  venendo promosso kapitein-luitenant-ter-zee nel gennaio 1939.  Prese parte, al comando dell'incrociatore leggero Tromp, ad alcune esercitazioni di tiro congiunte con navi inglesi alla presenza del principe Bernardo. 
Nel corso dell'invasione dell'Olanda, avvenuta nel maggio 1940, accompagnò la famiglia reale in Gran Bretagna, e il giorno 14 dello stesso mese assunse l'incarico di comandante dell'incompleto incrociatore leggero Jacob van Heemskerck, mantenendo tale incarico fino al 30 aprile 1943.
Successivamente nominato Sottocapo di Stato maggiore della Marina presso il governo in esilio a Londra, nel settembre 1945 assunse il comando della squadra navale. Lasciò tale incarico nel gennaio 1947 assumendo quello di Capo di stato maggiore, e il 1 settembre di quell'anno fu promosso al grado di viceammiraglio. Dal 1 ottobre 1948 al 1 agosto 1951 ricoprì l'incarico di Comandante delle forze navali (Bevelhebber der Zeestrijdkrachten) e poi, fino al 1952, quello di Presidente del Comitato dei Capi di Stato Maggiore. 
Andato in pensione nel 1953 fu commissario dell'azienda Philips e poi presidente della fondazione Het Residentieorkest.  Si spense a Hilversum il 17 luglio 1967.

## Onorificenze
- Bronze Kruise

### Annotazioni
1. ↑  Il 28 novembre 1942 la sua nave, insieme all'incrociatore leggero australiano HMAS Adelaide (A/Capt. J.C.D. Esdaile, OBE, RAN) prese parte all'intercettazione del violatore di blocco tedesco Ramses (7.983 t.) nell'Oceano Indiano, 830 miglia nautiche a ovest-sud-ovest di North West Cape, Australia (posizione 23°30'S, 99°21'E). Prima che la nave tedesca fosse catturata fu autoaffondata dal suo equipaggio.

### Fonti
1. ↑  (NL)  Van Holte op het Onderscheidingenforum - bezocht op 5 maart 2013
2. ↑  (NL)  'Benoeming adelborsten', in het Algemeen Handelsblad, 16 augustus 1913 - bezocht op 5 maart 2013
3. ↑  (NL)  'Officieren der zeemacht', in het Algemeen Handelsblad, 10 oktober 1916 - bezocht op 5 maart 2013
4. ↑  (NL)  'Marine en leger', in de Nieuwe Rotterdamse Courant, 25 februari 1920 - bezocht op 5 maart 2013
5. ↑  (NL)  'Marine en leger', in de Nieuwe Rotterdamse Courant, 24 mei 1921 - bezocht 5 maart 2013
6. ↑  (NL)  'Land en Zeemacht', in Het Vaderland, 6 november 1922 - bezocht op 5 maart 2013
7. ↑  (NL)  'Leger en vloot', in de Middelburgse Courant, 16 mei 1923 - bezocht op 5 maart 2013
8. ↑  (NL)  'Besluiten en benoemingen Marine' in Het Nieuws van de Dag voor Nederlands-Indië, 24 mei 1924 - bezocht op 5 maart 2013
9. ↑  (NL)  'Marine Departement', in Het Nieuws van de Dag voor Nederlands-Indië, 27 oktober 1925 - bezocht op 5 maart 2013
10. ↑  (NL)  'Zee- en Landmacht. Dienst in Oost-Indië', in het Algemeen Handelsblad, 23 oktober 1929 - bezocht op 5 maart 2013
11. ↑  
(NL)  'Marinemutaties', in de Indische Courant, 3 december 1929 - bezocht op 5 maart 2013
12. ↑  (NL)  'Leger en vloot. Het eskader voor Banjoewangi', in de Indische Courant, 21 mei 1930 - bezocht op 5 maart 2013
13. ↑  (NL)  'Leger en vloot', in de Indische Courant, 30 oktober 1930 - bezocht op 5 maart2013
14. ↑  (NL)  'Marine', in Bataviaasch Nieuwsblad, 15 januari 1934 - bezocht op 5 maart 2013
15. ↑  (NL)  'Zee- en landmacht', in Het Vaderland, 21 april 1934 - bezocht op 5 maart 2013
16. ↑  (NL)  'O15 en O 13 van Brussel vertrokken', in het Algemeen Handelsblad, 24 mei 1935 - bezocht op 5 maart 2013
17. ↑  (NL)  'Nederlandse onderzeeërs te Brussel. Belgische onderscheiding voor commandanten', in de Limburger Koerier, 18 mei 1935 - bezocht op 5 maart 2013
18. ↑  (NL)  'Adjudanten van de Koningin', in het Limburgs Dagblad, 29 juni 1936 - bezocht op 5 maart 2013
19. ↑  (NL)  'Onderscheidingen', in het Algemeen Handelsblad, 8 juli 1937 - bezocht op 5 maart 2013
20. ↑  (NL)  'Marine-mutatues', in De Tijd, 25 januari 1939 - bezocht op 5 maart 2013
21. ↑  (NL)  'De oefening met de Tromp', in De Banier, 26 april 1939 - bezocht op 5 maart 2013